# Adjuvilo
Adjuvilo é um idioma criado por Claudius Colas (sob o pseudônimo de "Profesoro V. Esperema") em 1908. Apesar de ser um idioma completo, nunca foi criado para que fosse falado; Colas criou-o para ajudar a criar dissidências nos crescentes movimentos do Ido.
Um exemplo de Adjuvilo, é a frequente tradução Pater Noster:

Patro nosa, qua estan en cielos, santa esten tua nomo, advenen tua regno, esten tua volo, quale en cielos, tale anke sur la tero; nosa panon omnadaga donen a nos hodie; nosas ofendos pardonen a nos, quale nos pardonan a nosas ofendantos e ne lasen nos fali en tento, ma liberifen nos de malbono.